# Ostrog

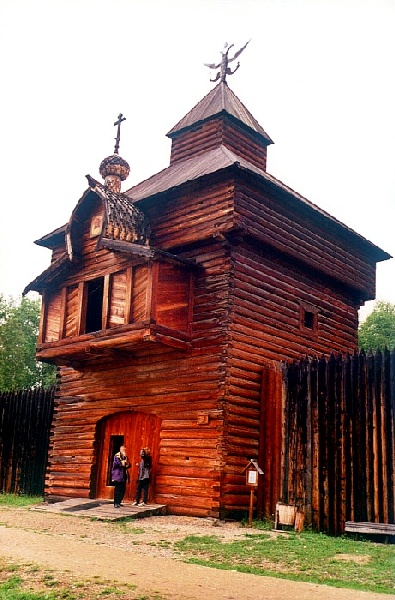
Torre de l'ostrog d'Ilimsk, prop d'Irkutsk

Un ostrog (en rus острог) és un tipus de fortalesa amb una palissada de fusta entre quatre i sis metres d'alçada que protegia els assentaments de colons al Tsarat Rus del segle xvii. Els ostrogs van ser importants en la Conquesta russa de Sibèria, ja que oferien protecció contra els atacs que patien els conqueridors per part de la població local. Moltes ciutats siberianes van aparèixer arran d'aquests assentaments, com Tomsk, Iakutsk o Krasnoiarsk. Durant els segles xviii i xix les presons russes envoltades d'una palissada també s'anomenaven ostrogs.

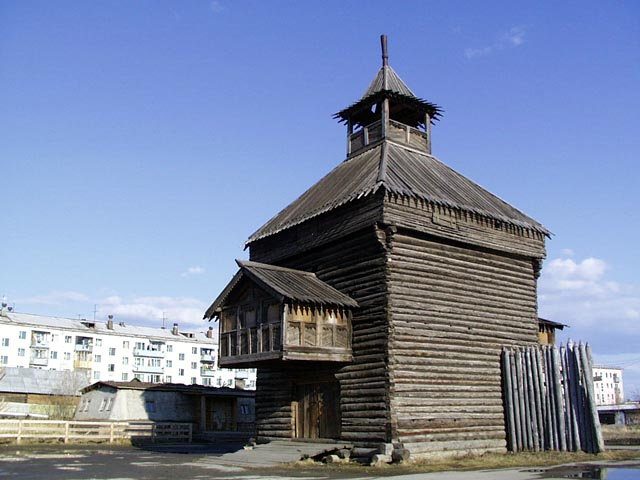
Torre de l'ostrog del segle xvii de Iakutsk és als terrenys del Museu Unit d'Història dels Pobles del Nord. La torre original va cremar-se el 2002 i va construir-se'n una rèplica en un dels carrers de la ciutat
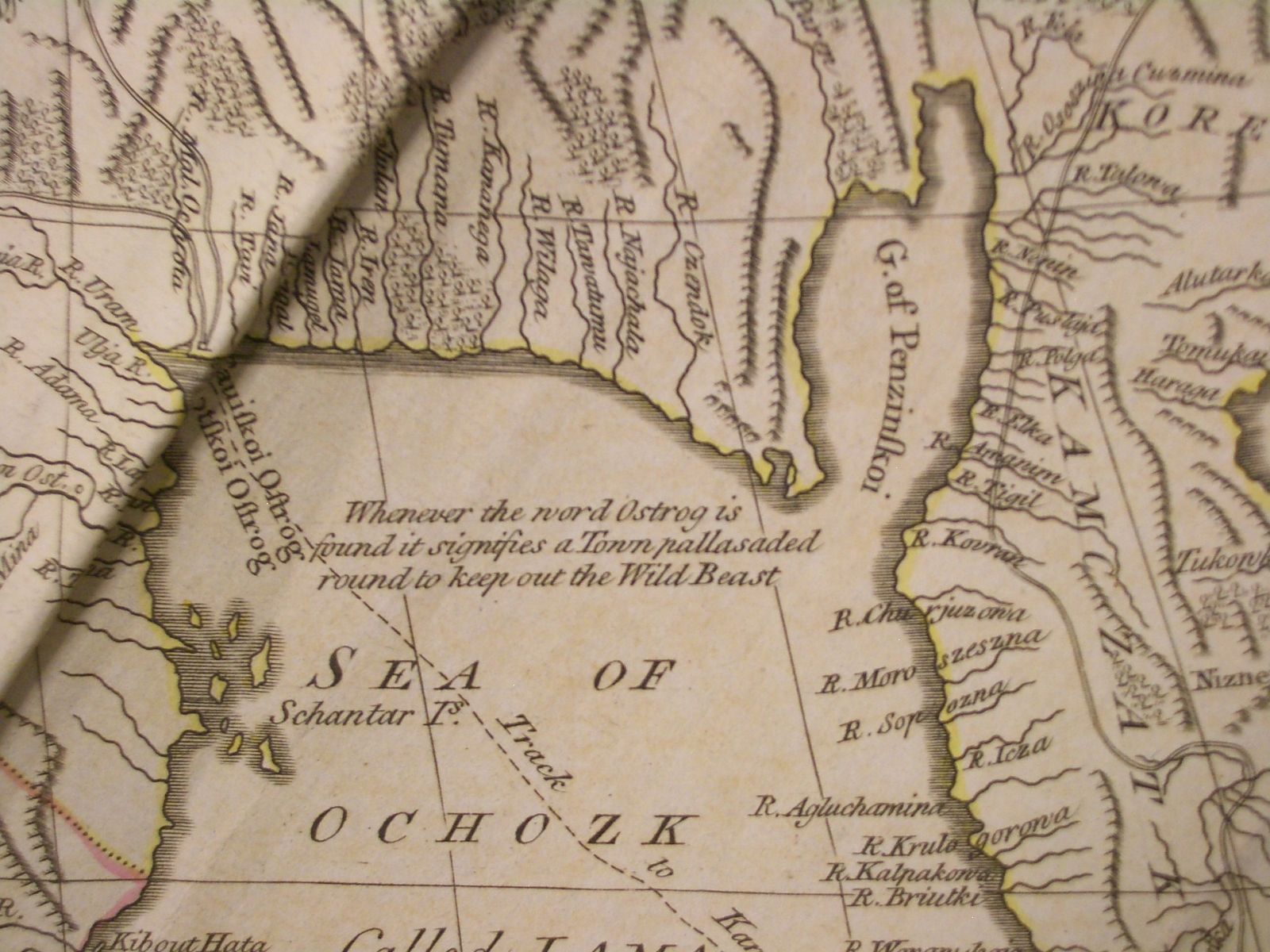
Fragment d'un mapa de l'Imperi Rus que mostra la mar d'Okhotsk basat en l'obra de Jean-Baptiste Bourguignon d'Anville, en el qual s'explica què és un ostrog